# Juan Gerson (pintor)
Juan Gerson (siglo XVI) fue un tlacuilo y pintor novohispano, uno de los primeros muralistas de origen local que se desempeñaron como pintores durante el periodo colonial novohispano. Su obra mural se encuentra en el Convento franciscano de Tecamachalco, en el Estado de Puebla.

## Biografía
Fue un indio noble mexicano, educado en un convento franciscano. Su nombre cristiano probablemente fue impuesto por algún fraile, para hacer un homenaje a Juan Gerson, teólogo del siglo XV.
Juan Gerson fue un personaje reconocido por el virreinato, lo que hace suponer que pertenecía a una familia indígena importante de Tecamachalco. Tanto él, como otro cacique llamado don Tomás Gerson, quien probablemente fue su hermano, recibió una merced que otorgaba el virrey don Luis de Velasco, hijo, el 4 de febrero de 1592. Dicha merced le permitía poder andar a caballo con silla y freno, poder portar indumentaria española y tener espada y daga en las horas permitidas, como se señala a continuación:

El dicho día se dió otra licencia a don Juan Gerson, indio principal de Tecamachalco, para andar en un caballo con silla y freno por el tiempo que fuere la voluntad de su magestad y la de su alteza… y  así mismo para que andando con el hábito de español, pueda traer espada y daga en partes y a horas permitidas.

## Confusión sobre su identidad
Manuel Toussaint había señalado que las obras de Gerson se trataban de las de un pintor flamenco que había llegado a la Nueva España al comienzo de la colonia. Sin embargo, más adelante se descubrió que se trataba de un pintor indígena.

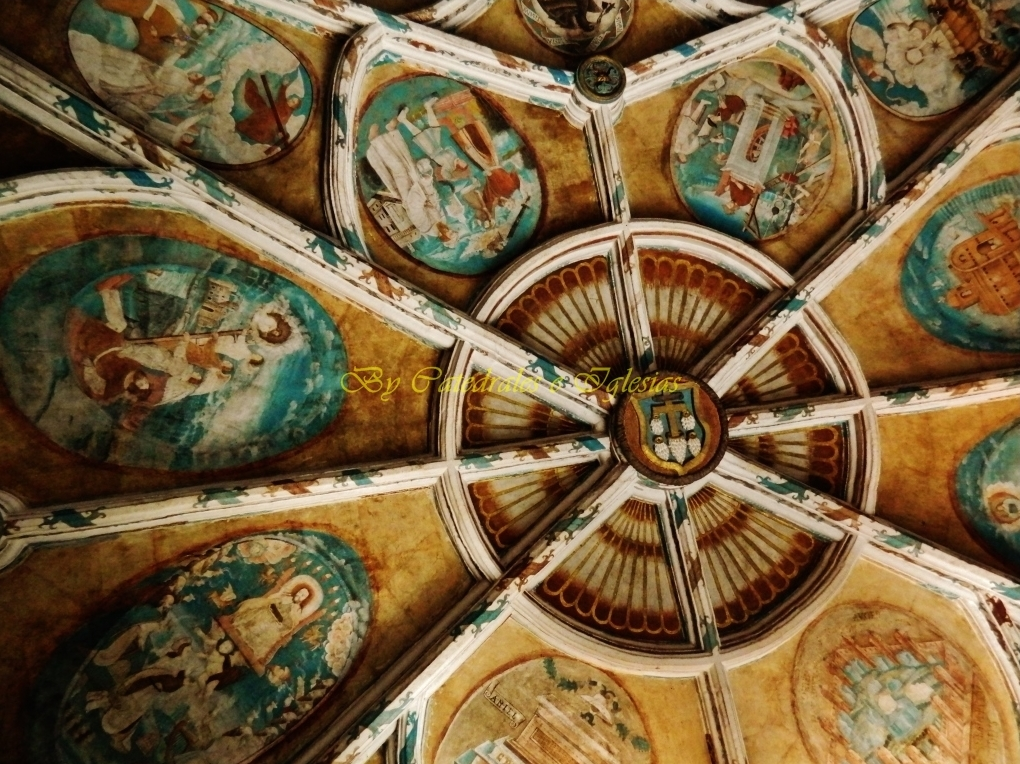
Mural del sotocoro del Templo franciscano de la Asunción, Tecamachalco, obra de Juan Gerson.

## Trabajo como pintor
Su obra puede considerarse como parte de una época en la había un conflicto de la época de evangelización novohispana, pues los indígenas intentaron adaptarse a un nuevo mundo. Gerson pintó obras según la iconografía europea proporcionada por los frailes franciscanos; pero usando técnicas prehispánicas que conocía, así como los pigmentos y materiales. Las figuras que representó parecen inexpresivas, tal como se aprecia en los códices mexicas.
Algunos consideran a su obra primitivista e ingenua, similar a las pinturas del gótico por la carencia de perspectiva. Redujo su paleta a los ocres y colores básicos. Por la temática, tendría una influencia de las obras de Durero, aunque se han reconocido otras fuentes de las que proviene la iconografía de las pinturas que realizó.

## Murales de Gerson en Tecamachalco
En 1562, Gerson habría terminado las pinturas murales del templo del Convento franciscano de Tecamachalco, en el Estado de Puebla. Los murales fueron realizados sobre papel amate y contienen una inscripción en náhuatl, «IPAN OMOCHIVIN 1562», que corresponde al año de la creación de los murales.
Para la ejecución de los murales en la bóveda nervada del sotocoro del templo de Tecamachalco, es probable que Gerson haya tenido varias fuentes gráficas; sin embargo, parece ser que la mayor parte de las mismas surgieron de un ejemplar de la Biblia impresa en Lyon en 1558. De las veintiocho pinturas que posee la bóveda, veintiuna provienen de dicha edición. Cinco de los medallones pintados corresponden al Génesis y los demás al Libro del Apocalipsis de San Juan. Kubler señala que otros medallones, en los que está representado «El Altar de Ariel» y el «Templo de Salomón», que hablan las profecías de Ezequiel, provienen de otra fuente.